# Molophilus nahuelbutae
Molophilus nahuelbutae är en tvåvingeart som beskrevs av Alexander 1967. Molophilus nahuelbutae ingår i släktet Molophilus och familjen småharkrankar. Inga underarter finns listade i Catalogue of Life.